# گونپانا مادیگه
گونپانا مادیگه (به لاتین: Gunnepana Madige) یک منطقهٔ مسکونی در سری‌لانکا است که در استان مرکزی (سری‌لانکا) واقع شده‌است.